# Магдалена Целецька
Магдалена Целецька (пол. Magdalena Cielecka; нар. 20 лютого 1972, Мишкув, Польща) — польська акторка телебачення та кіно.

## Біографія
Народилась 1972 року в Мишкуві, Польща, але дитинство провела в Жаркі-Летніско. 1995 року закінчила Краківську державну вищу театральну школу. Невдовзі приєдналась до Старого театру в Кракові, де пропрацювала до 2001 року. Тоді переїхала до Варшави та влаштувалась в Театр Вар'єте.
Свою першу роль в кіно отримала 1995 року у фільмі Барбари Сасс «Замах», хоча на той момент вже була відомою театральною акторкою. Через кілька років стала вже відомою як і акторка кіно, а славу їй принесли ролі у фільмі «Самотність» та в телесеріалі «Магда М».
2017 року взяла публічно підтримала мітинг жінок, які виступали проти дій влади щодо обмеження доступу до засобів антиконцепції, ускладнення процедури здійснення абортів тощо.

## Фільмографія
- Замах (1995)
- L'Élève (1996)
- Sława i chwała (1998) телесеріал
- Amok (1998)
- Як наркотик (1999)
- Закохані (2000)
- Егоїсти (2000)
- Weiser (2001)
- Listy miłosne (2001)
- Вірна (2002)
- Powiedz to, Gabi (2003)
- Trzeci (2004)
- Po sezonie (2005)
- Boża podszewka. Cześć druga (2005) телесеріал
- S@motność w sieci (2006)
- Palimpsest (2006)
- Хаос (2006)
- Oficerowie (2006) телесеріал
- Колекція (2006) (TV)
- Магда М. (телесеріал)
- Droga wewnętrzna (2006) (TV)
- Катинь (2007)
- Доньки дансингу (2015)
- Сполучені штати любові (2016)
- Сліпе кохання (2016)